# Barfuß durch Hiroshima
Barfuß durch Hiroshima (jap. はだしのゲン Hadashi no Gen, dt. barfüßiger Gen) ist ein Manga des japanischen Zeichners Keiji Nakazawa. Er erzählt mit stark autobiografischen Zügen das Überleben des sechsjährigen Gen Nakaoka nach dem Atombombenabwurf auf Hiroshima. Die ungefähr 2500 Seiten umfassende Comicserie wurde in mehrere Sprachen übersetzt, zweimal als Anime verfilmt und mit internationalen Preisen ausgezeichnet. Aufgrund seiner Länge und der Ernsthaftigkeit des verhandelten Themas sowie der Nähe zur gezeichneten Autobiografie (graphic memoir) kann man den Comic-Roman als erste Graphic Novel bezeichnen, auch wenn der Begriff erst 1978 durch Will Eisner geprägt worden ist.

## Handlung
Die Geschichte beginnt einige Tage vor dem Abwurf der Atombombe und schildert das Leben der Familie Nakaoka im militaristischen Japan der letzten Kriegstage des Zweiten Weltkriegs.
Die Familie des sechsjährigen Gen lebt in Hiroshima und besteht aus mehreren Geschwistern, von denen der Bruder Akira auf das scheinbar sichere Land geschickt wird, sowie der schwangeren Mutter und dem Vater, der als Pazifist öffentlich das kaiserliche Regime und dessen Haltung zum Krieg kritisiert. Obwohl sich abzeichnet, dass Japan kaum gegen die englischen und amerikanischen „Teufel“ (so die Propaganda der Regierung) bestehen kann, wird er als Verräter angesehen, da er mit dieser Haltung auch die Göttlichkeit des Tennō infrage stellt. Die Familie wird schikaniert, aus der Gesellschaft ausgeschlossen und starken Repressalien ausgesetzt. Als einziger Freund erweist sich der Nachbar Pak, der als Koreaner aber ebenso von der Gesellschaft gemieden wird. Überall werden die Nakaokas Zeugen von übersteigertem Fanatismus, Militarismus und Patriotismus. Schließlich meldet sich der älteste Bruder Koji zum Militär, um den Ruf der Familie zu retten.

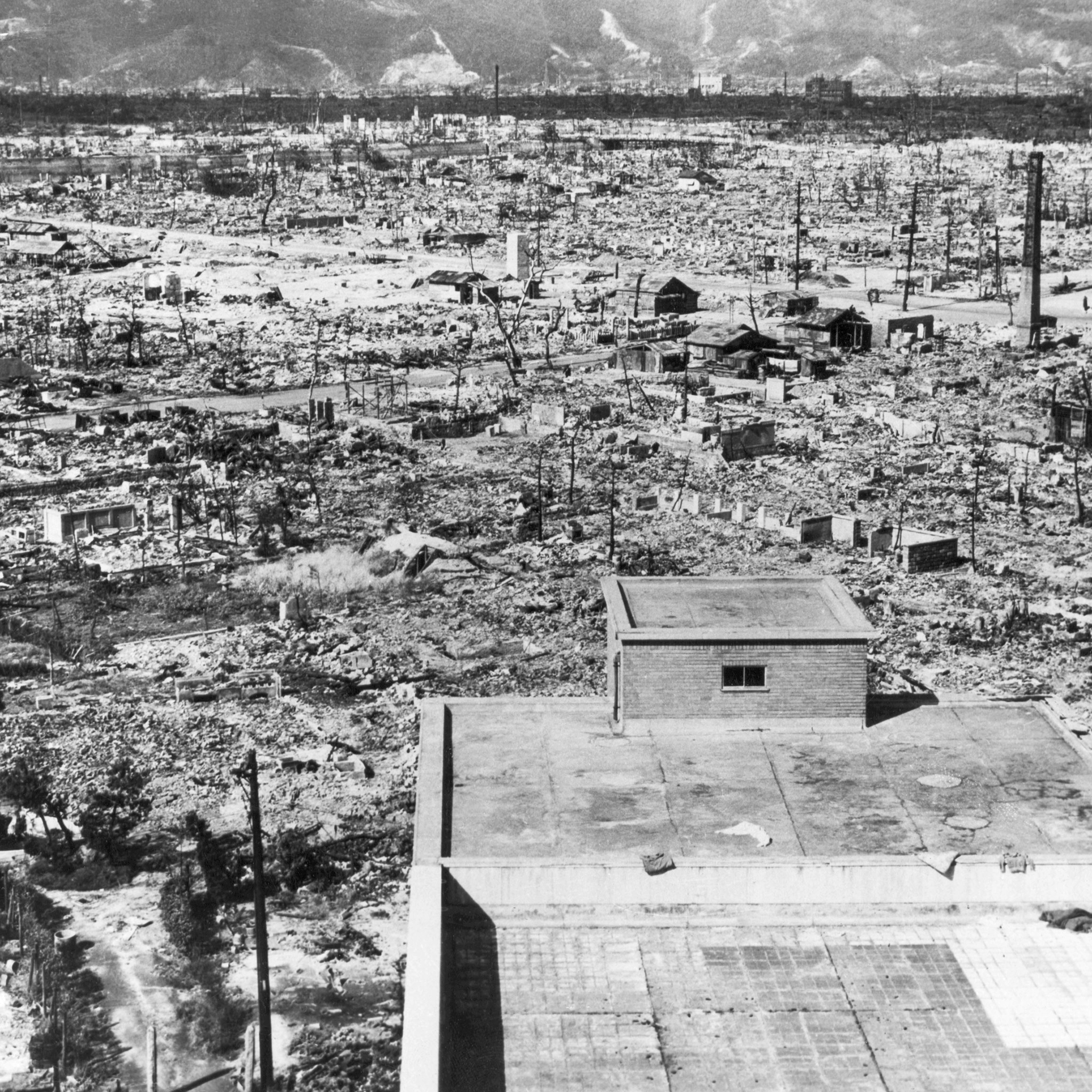
Hiroshima nach dem Abwurf der Atombombe

Es werden auch die Versuche mit der Atombombe und der Start der Enola Gay von der Insel Tinian gezeigt.
Am 6. August 1945 um 8:15 Uhr wird die Atombombe über Hiroshima abgeworfen. Gens Vater, seine Schwester Eiko und sein jüngerer Bruder Shinji werden von den brennenden Trümmern ihres Hauses begraben und kommen vor Gens Augen in den Flammen um. Gen und seiner hochschwangeren Mutter gelingt im letzten Moment die Flucht, woraufhin diese am Straßenrand eine Tochter namens Tomoko zur Welt bringt. Gemeinsam versuchen die drei Überlebenden, das Trümmerfeld zu verlassen.
Hiroshima liegt in Trümmern, ein Massensterben setzt ein, die Menschen finden unter unerträglichen Schmerzen den Tod. Gens Mutter kann ihre Tochter wegen des Nahrungsmangels nicht mehr stillen. Gen trifft bei seiner Suche nach Essen und Trinken auf viele Menschen, die an der Strahlenerkrankung leiden, den Tod ihrer Verwandten bewältigen müssen und ihm jede Hilfe verwehren, da sie um ihr eigenes Überleben kämpfen.
Als Gen mit Reis zu seiner Familie zurückkehrt (auch ihm sind bereits die Haare ausgefallen), wird dieser von dem Jungen Ryuta gestohlen, der zu einer Bande von Waisenkindern gehört, die sich mit Diebstählen ihr Essen ergaunern. Gen folgt Ryuta zum Unterschlupf der Bande, da er Shinji zum Verwechseln ähnlich sieht. Ryuta wehrt sich und seine Bande verprügelt Gen. Auf dem Weg zu seiner Mutter trifft Gen seinen Nachbarn Pak wieder. Entgegen Gens Erwartung schreit sein Nachbar ihn an und erklärt ihm seinen Zorn auf die Japaner. Pak konnte nach dem Bombenabwurf seinen schwer verletzen Vater wiederfinden. Er verstarb jedoch, da kein Arzt einen Koreaner versorgen wollte. Gen hilft ihm, seinen Vater zu bestatten, und beide gehen dann getrennte Wege. Gens Mutter hinterlässt in Hiroshima eine Wegbeschreibung zu ihrer neuen Bleibe für den Fall, dass Koji aus dem Krieg zurückkehrt.
Gen und seine Mutter finden zunächst Unterschlupf bei Kiyo, einer Freundin der Mutter aus Kindertagen, in dem Fischerdorf Eba. Als sie von Kiyos Schwiegermutter jedoch ungerechtfertigt des Reisdiebstahls beschuldigt werden, müssen sie das Haus wieder verlassen.
Gen wird engagiert, sich um das Strahlenopfer Seiji zu kümmern, dessen Pflege die Familie nicht übernehmen will. Da Gen das Geld braucht, lässt er sich nicht von dessen Krankheit und schroffer und abweisender Art abschütteln und baut langsam eine Beziehung zu dem jungen Mann auf, der früher Maler war und von seiner eigenen Familie als Monster angesehen wird. Seiji versucht vergebens, wieder zu malen, erträgt aber nicht, als Aussätziger behandelt zu werden, und stirbt schließlich.
Gen trifft wieder auf Ryuta und überredet seine Mutter, ihn bei sich aufzunehmen. Auch seine Mutter sieht in ihm ihren verstorbenen Shinji wieder. Trotz der knappen Lebensmittelvorräte nimmt sie aus Wiedergutmachung für Shinjis Tod Ryuta bei sich auf. Die Nakaokas ziehen mit Ryuta wieder nach Hiroshima. Dort finden sie vor ihrem niedergebrannten Haus zuvor gepflanzte Weizensprösslinge, die ihnen Hoffnung auf ein besseres Leben geben. Gen und Ryuta holen Akira vom Lande ab. Auch Koji kehrt aus dem Krieg zurück.
Nach der Kapitulation Japans wächst in der Bevölkerung die Furcht vor den Amerikanern. Douglas MacArthur erhält den Oberbefehl während der Besatzungszeit in Japan. Die Familie verliert endgültig ihr Obdach und kommt in einer Höhle unter. Gen und Ryuta treffen den zwielichtigen Ohba, der mittlerweile Anführer von Ryutas alter Diebesbande ist, und schließen sich ihm an. Der jedoch verweigert ihnen ihren Anteil an der Beute eines Diebstahls aus einem amerikanischen Lebensmittellager. Ryuta erschießt daraufhin Ohba und dessen Bruder Mitsugi, wird jedoch von einer Yakuza-Gang vor der Polizei gerettet. Um der Familie Nakaoka Schande zu ersparen, bricht er den Kontakt zu ihr ab, hinterlässt ihnen aber Geld für einen Neuanfang. Hiervon können sich Gen und seine Familie ein kleines, notdürftig gebautes Haus und Essen leisten.
Einen Monat später beginnt in Hiroshima wieder der Alltag und die Schule, Gen bleibt jedoch ein Außenseiter. Seine Schwester Tomoko wird von einem Mann entführt, der seiner sterbenden Tochter mit dem Kleinkind vor ihrem Tod noch einmal Kraft geben will. Das Mädchen wird daraufhin im ganzen Viertel herumgereicht und gibt den Menschen Vertrauen in die Zukunft. Gen überredet die Männer, ihm seine Schwester zurückzugeben, doch sie ist unheilbar krank. Er trifft Pak wieder, der durch den Verkauf von Reis auf dem Schwarzmarkt zu einem wohlhabenden Geschäftsmann geworden ist. Er gibt Gen das nötige Geld, damit er sich die teuren Medikamente für Tomoko leisten kann. Allerdings stirbt das Baby, bevor Gen ihr die Medikamente geben kann. Ihr Tod nimmt Gen jeden Lebensmut. Aus Rennyos "Brief der weißen Asche"  wird bei der Beisetzung Tomokos rezipiert. Erst als zwei Jahre später seine Haare wieder wachsen, wird ihm bewusst, dass sein Leben weitergeht und er die Verpflichtung hat, dieses auch anzunehmen.

## Umsetzungen

### Manga
In Japan begann die erste Veröffentlichung 1973 in Einzelkapiteln im Manga-Magazin Shōnen Jump des Shūeisha-Verlages, die Serie wurde jedoch nach eineinhalb Jahren eingestellt. Daraufhin erschien die restliche Geschichte in den weniger bekannten Magazinen Shimin (Bürger), Bunka Hyoron (Kultur-Kritik) und Kyoiku Hyoron (Pädagogische Kritik). 1975 wurde die Reihe in zehn Sammelbänden herausgegeben, von denen insgesamt etwa sechs Millionen Exemplare verkauft wurden. Später erschien eine Neuauflage des Mangas in acht Bänden.
Ab 1976 widmete sich das „Projekt Gen“, eine in Tokio ansässige Gemeinschaft von Freiwilligen aus Japan und den USA, der Übersetzung des Werkes ins Englische. Auf dieser Grundlage wurden ab 1978 unter dem Titel Barefoot Gen zwei Bände einer englischsprachigen Ausgabe realisiert, die damit der erste in den USA veröffentlichte Manga war. Spätere US-Neuveröffentlichungen erschienen in überarbeiteten Fassungen unter den Titeln Gen of Hiroshima (ab 1980) und I Saw It – The Atomic Bombing of Hiroshima (ab 1982).
Auf Deutsch wurde Barfuß durch Hiroshima erstmals 1982 vom Rowohlt Verlag veröffentlicht und war damit der erste deutsche Manga. Die geplante Reihe wurde jedoch wegen mangelnder Absatzzahlen bereits nach dem ersten Band wieder eingestellt. Zum 60. Jahrestag des Atombombenabwurfs im Jahr 2005 begann Carlsen Comics ab 2004 erneut mit einer Veröffentlichung des Werkes, mit einem Vorwort von Art Spiegelman. Von den zehn Bänden des Originals erschienen die vier Bände:
1. Kinder des Krieges
2. Der Tag danach
3. Kampf ums Überleben
4. Hoffnung

Weiterhin erschien die Serie u. a. auch in Frankreich als Gen d'Hiroshima (erstmals 1982), in Schweden als Gen, pojken från Hiroshima (1985, erster Manga auf Schwedisch), in Finnland als Hiroshiman poika, in den Niederlanden als Gen Barrevoets in Hiroshima, in Polen als Hiroszima 1945 Bosonogi Gen, in Brasilien als Gen, Pés Descalços und auf Englisch als Barefoot Gen. Die französische und die englische Ausgabe umfassen alle zehn Bände des Originals.

### Anime
Das Anime-Studio Madhouse realisierte 1983 einen Kinofilm zum Manga (Hadashi no Gen). Diesem folgte 1986 ein zweiter Teil (Hadashi no Gen 2), der drei Jahre nach dem Bombenabwurf spielt. Eine deutsche Fassung beider Filme erschien 2006 bei Anime Virtual auf DVD.

### Hörspiel und Theaterstück
Der WDR produzierte 2006 eine einstündige Hörspielbearbeitung des Comics, die durch das Künstlerduo half past selber schuld umgesetzt wurde. Half past selber schuld adaptierten ihr Hörspiel auch in Form eines Bühnencomics für das Theater. Die Uraufführung fand am 15. November 2006 in Düsseldorf statt.

## Stil und Einordnung
Die Geschichte basiert lose auf den persönlichen Erlebnissen des Autors Keiji Nakazawa, dessen Vater, Bruder und Schwester bei dem Abwurf der Atombombe über Hiroshima ums Leben kamen. Als Hibakusha (Atombombenopfer) litt Nakazawa seitdem an Leukämie, seine Mutter starb 1966 an den Folgen der Verstrahlung. Ihr Tod war für Nakazawa, der bis dato Science-Fiction und Baseball-Comics gezeichnet hatte, der Auslöser, mit der Arbeit an Barfuß durch Hiroshima zu beginnen.
Die Geschichte ist als Mahnung vor Krieg und vor nuklearen Waffen zu verstehen. Dies wird beispielsweise in der Schlussszene des ersten Bandes deutlich, in der Gens Mutter ihre kurz nach der Explosion geborene Tochter hochhält und ruft „Wenn du groß bist, darfst du nie zulassen, dass so etwas noch einmal geschieht.“ Gerade der Comicstil ermöglicht es, den kindlichen Blickwinkel auf die schrecklichen Ereignisse deutlich zu machen. Ein immer wieder auftauchendes Leitmotiv ist die Sonne, die sowohl Symbol für Japan und Ausdruck von Lebenskraft, aber auch Abbild und Vorbote der Atombombenexplosion ist.
Barfuß durch Hiroshima begründete in Japan das Genre des pāsonaru komikku, des auf einer persönlichen Geschichte beruhenden Comics. Der Manga wird in seiner Bedeutung und in seiner Verknüpfung des Mediums Comic mit einer autobiografischen Vergangenheitsbewältigung mit Art Spiegelmans Maus – Die Geschichte eines Überlebenden verglichen, das sich mit dem Holocaust, „der anderen zentralen Tragödie des zwanzigsten Jahrhunderts“, beschäftigt. Art Spiegelmann, der das Vorwort zur deutschen Ausgabe verfasste, war begeistert von der schonungslosen Direktheit von Barfuß durch Hiroshima, das direkten Einfluss auf die Arbeit an seinem eigenen Comic Maus nahm. „Nakazawa und Spiegelman sind Brüder im Geiste und im Wirken.“, so Thomas Schneider in der Stuttgarter Zeitung.

## Auszeichnungen
Barfuß durch Hiroshima wurde 2004 auf dem Internationalen Comicfestival in Angoulême mit dem Prix Tournesol ausgezeichnet, der seit 1997 für Werke mit herausragendem sozialen Engagement verliehen wird.
2006 erhielt Barfuß durch Hiroshima den Max-und-Moritz-Preis des Comic-Salons Erlangen in der Kategorie „Bester Manga“.

## Kritik
Der Manga wird durchwegs gelobt und ist ein Comic-Klassiker. Die Komplexität der Charaktere und die Genauigkeit der Darstellung der sozialen Situation zur Zeit des japanischen Nationalismus und der Kriegshetze hob man in der taz hervor. In der AnimaniA sprach man in der Dezember-Ausgabe 2004 von erbarmungslosen Zeichnungen, die die Grausamkeit des Krieges zeigen würden, und meinte: „Die […] Manga-Geschichtsstunde passt auch in die Schule und sollte zur absoluten Pflichtlektüre gehören…“ Frederik L. Schodt bezeichnete Barfuß durch Hiroshima als einen der bewegendsten Comics aller Zeiten und meinte, der Manga sei eine „dramatische Aufzeichnung über das Leiden der Überlebenden [der Atombombenabwürfe] und eine Enthüllung des Militarismus im Vorkriegsjapan.“